# Мон-Нобль
Мон-Нобль (фр. Mont-Noble) — громада в Швейцарії в кантоні Вале, округ Еран.

## Географія
Громада розташована на відстані близько 80 км на південь від Берна, 5 км на схід від Сьйона.
Мон-Нобль має площу 43,9 км², з яких на 3,4 % дозволяється будівництво (житлове та будівництво доріг), 31,8 % використовуються в сільськогосподарських цілях, 41,3 % зайнято лісами, 23,5 % не є продуктивними (річки, льодовики або гори).

## Демографія
2019 року в громаді мешкало 1110 осіб (+24,6 % порівняно з 2010 роком), іноземців було 11,2 %. Густота населення становила 25 осіб/км².
За віковим діапазоном населення розподілялося таким чином: 13,5 % — особи молодші 20 років, 51,1 % — особи у віці 20—64 років, 35,4 % — особи у віці 65 років та старші. Було 571 помешкань (у середньому 1,9 особи в помешканні).
Із загальної кількості 206 працюючих 18 було зайнятих в первинному секторі, 39 — в обробній промисловості, 149 — в галузі послуг.